# Pere Costa i Cases
Pere Costa i Cases (Vic, Osona, 1693 – Berga, Berguedà, 13 de febrer de 1761) fou un escultor i arquitecte català, fill de l'escultor Pau Costa, del que la tradició artística familiar no arrancava de lluny, el mèrit personal els portà al punt àlgid artístic. Va ser un dels escultors i arquitectes més importants del barroc català. Fou escultor, tracista, arquitecte i escriptor. Es formà artísticament en l'àmbit familiar durant l'estada de la cort de l'arxiduc Carles d'Àustria a Barcelona, i va rebre la influència artístic de Ferdinando Galli Bibiena i Conrad Rudolf. Entre les seves obres com a arquitecte en destaca la façana de la catedral de Girona. Fou el primer escultor català que va ingressar a la Reial Acadèmia de Belles Arts de Sant Ferran de Madrid d'on se'l va fer membre l'any 1754. Com a escriptor, escriví un nobiliari català il·lustrat (1750).

## Vida

### Formació a Barcelona
Pere Costa neix l'any 1693 a Vic, fill del mestre Pau Costa. Es formà artísticament a Barcelona durant l'època en què l'arxiduc Carles d'Àustria hi tenia establerta la cort. L'any 1712 començà a formar part del gremi d'escultors i, seguidament, treballà amb el seu pare a diverses localitats del Principat. Cap al 1720 es posà al capdavant del taller familiar establert a Barcelona, ja que el seu pare, que no formava part del gremi d'escultors de la ciutat, no podia ser-ne el titular. Al cap de poc, n'assumí plenament la direcció i pocs anys més tard Pau Costa morí a Cadaqués (Alt Empordà) el 1727. Treballà uns quinze anys a la Ciutat Comtal, on s'ocupà amb freqüència d'encàrrecs provinents d'altres poblacions, sobretot, de Girona.
Durant aquesta primera etapa barcelonina, Pere Costa es formà al costat del seu pare, un reconegut escultor, i d'altres pintors, escultors i arquitectes de la cort de arxiduc Carles. Costa tingué sempre moltes inquietuds intel·lectuals i això queda reflectut en la càrrega teòrica i intel·lectual de les seves obres. Les seves propostes, sovint innovadores, estaven argumenades a partir de la citació de tractats clàssics com Vitruvi, o d'alguns contemporanis seus com Andrea Pozzo, Ferdinando Galli Bibiena o Conrad Rudolf. La influència d'aquests autors el portà a trencar amb els models clàssics dels retaules d'estructura reticular. El model clàssic es caracteritzava per repartir de manera equitativa les diverses escenes al retaule.
Així doncs, durant la segona dècada del segle xvii es difon aquesta nova composició dominada per la fornícula principal, tal com podem observar al retaule major de l'església parroquial de Santa Maria d'Igualada (1718) de Jacint Morató, té lloc a la segona dècada del segle xvii. La primera obra documentada de Pere Costa, que possiblement feu amb la col·laboració d'Antoni Viladomat, és el retaule major de l'església del convent barceloní de Jonqueres (1721–1723). Aquest retaule segueix aquesta estructura arquitectònica i, de fet, algunes prengueren com a model pels seus treballs.

### Trasllat al Baix Camp i a la Segarra
Tot i que, probablement les propostes estètiques innovadores de Pere Costa foren ben rebudes, no se sentí a gust a Barcelona per diverses circumstàncies. Se sap que tenia un caràcter difícil, a més el component intel·lectual preeminent que atorgava als seus encàrrecs li generà diversos conflictes amb persones i institucions. Cap al 1735 la seva conducta fou recriminada en diverses juntes del gremi per no respectar prou la corporació. A més, sembla que la gestió econòmica al taller no era prou bona i tenia problemes derivats d'alguns impagaments a alguns artesans. Per tot això, Pere Costa traslladà el seu taller a l'Aleixar, una petita població prop de Reus (Baix Camp), on dos anys abans havien començat les obres per aixecar-hi un nou retaule major per a l'església parroquial a càrrec seu.
Després d'uns anys al Baix Camp —on a més d'acabar el retaule de l'Aleixar el 1737 també rebé altres encàrrecs de poblacions veïnes— es traslladà a la Manresana, prop de Cervera. La capital de la Segarra era un nucli cultural important després que Felip V fes construir-hi una universitat. El requeriran per construir el retaule major del monestir mercedari de Sant Ramon de Portell, l'anomenat «l'Escorial de la Segarra», per ocupar-se de les imatges, mentre que la resta dels treballs estaria a càrrec del fuster Sebastià Aldabó i l'escultor Carles Grau, l'autor del projecte inicial. L'any 1739 es firmarà un nou contracte acreditant a Pere Costa com a responsable de tota l'obra, feta seguint una traça dibuixada per ell mateix. A Cervera una de les obres més importants que feu, fou el cadafal que la universitat erigí a l'església parroquial per celebrar els honors fúnebres del rei Felip V. Durant aquest període rebé diversos encàrrecs d'altres poblacions, entre ells el retaule major de Santa Coloma de Queralt.
Després d'acabar aquest retaule a mitjan 1742 i es traslladà a Cervera on si estigué fins a començaments del 1752. A partir d'aquest moment, sembla que s'establí a Barcelona per col·laborar en la construcció del retaule major de l'església del convent de Sant Agustí, al Raval. Una dada que ens mostra la rellevància de Pere Costa és el fet que en el contracte d'execució del retaule, signat per l'escultor Bartomeu Soler i el seu fill, es fa constar que qualsevol canvi introduït a l'acord inicial, hauria de ser aprovat per Pere Costa.

### La Reial Acadèmia de Sant Ferran i l'escola dels germans Tramulles
Posteriorment, els anys 1752 i 1753, els passà a Vic, la seva ciutat natal, on es dedicà a construir el retaule major de l'església del convent dominicà de Santa Clara, una obra que s'havia compromès a executar l'any 1748, quan encara residia a Cervera. Durant aquesta estada a Vic, Costa sol·licita l'ingrés a la Reial Acadèmia de Belles Arts de Sant Ferran, a Madrid. El 20 de gener de 1754 els membres de l'acadèmia decidir atorgar-li el grau d'acadèmic de mèrit, notícia que rebé instal·lat novament a Barcelona. D'aquesta manera, Pere Costa es convertí en el primer artista català que ingressà a la Reial Acadèmia de Sant Ferran. El grau atorgat el dotava de prestigi personal i suposava un reconeixement oficial de la seva activitat artística. A més, li donava més llibertat respecte del gremi i, teòricament, l'eximia de pagar impostos pels treballs que realitzés.
Gràcies als privilegis que li aportava el fet de pertànyer a la Reial Acadèmia de Sant Ferran, Pere Costa es mantingué al marge del gremi. Al mateix temps, es començà a relacionar amb artistes de diverses disciplinen que impartien classes en una escola a imatge de l'acadèmia madrilenya. Entre els impulsors l'any 1747 d'aquesta acadèmia hi trobem els germans Manuel i Francesc Tramulles. L'any 1754 s'hi incorporà Pere Costa com a professor, entre els quals també hi havia els pintors Jaume Carreres i Josep Sala; els arquitectes Josep Martí i Ramon Esplugas; i l'escultor Carles Grau i el gravador Ignasi Valls. També feu de director d'escultura juntament amb Carles Grau, un antic deixeble seu.

### Els últims anys
Cap al 1757 es traslladà a Berga, ja que poc després d'acabar el retaule de Sant Sever, fou contractat per construir el retaule major de l'església parroquial de Berga. El 1760, quan la feina del retaule major ja minvava, havia començat a treballar en el retaule de Sant Eloi, a una capella de l'església del convent franciscà de Berga. Antoni Costa, el seu fill, havia col·laborat amb ell en la construcció d'aquest retaule. De fet, el 13 de febrer de 1761, després de la mort de Pere Costa, es feu càrrec de la direcció de l'obra fins que s'acabà el 1769. Antoni Costa havia treballat al costat del seu pare des de l'època que tenien el taller instal·lat a Cervera i l'any 1761 es posà al capdavant del taller familiar. L'Antoni fou l'últim membre de la nissaga d'escultors dels Costa tot i que tingué menys notorietat.
En aquesta última època abans de la seva mort, sembla que es dedicà més al vessant teòric del seu ofici i decidí dedicar-se preferentment a elaborar projectes perquè altres els duguessin a terme. També va dedicar molt de temps als estudis d'heràldica, una de les seves activitats preferides com confirma el manuscrit que actualment trobem a la Biblioteca de Catalunya titulat Nobiliario Catalán, del qual és autor tant dels textos com dels dibuixos que l'il·lustren.

## Obra

### Façana de la Catedral de Girona (1730)

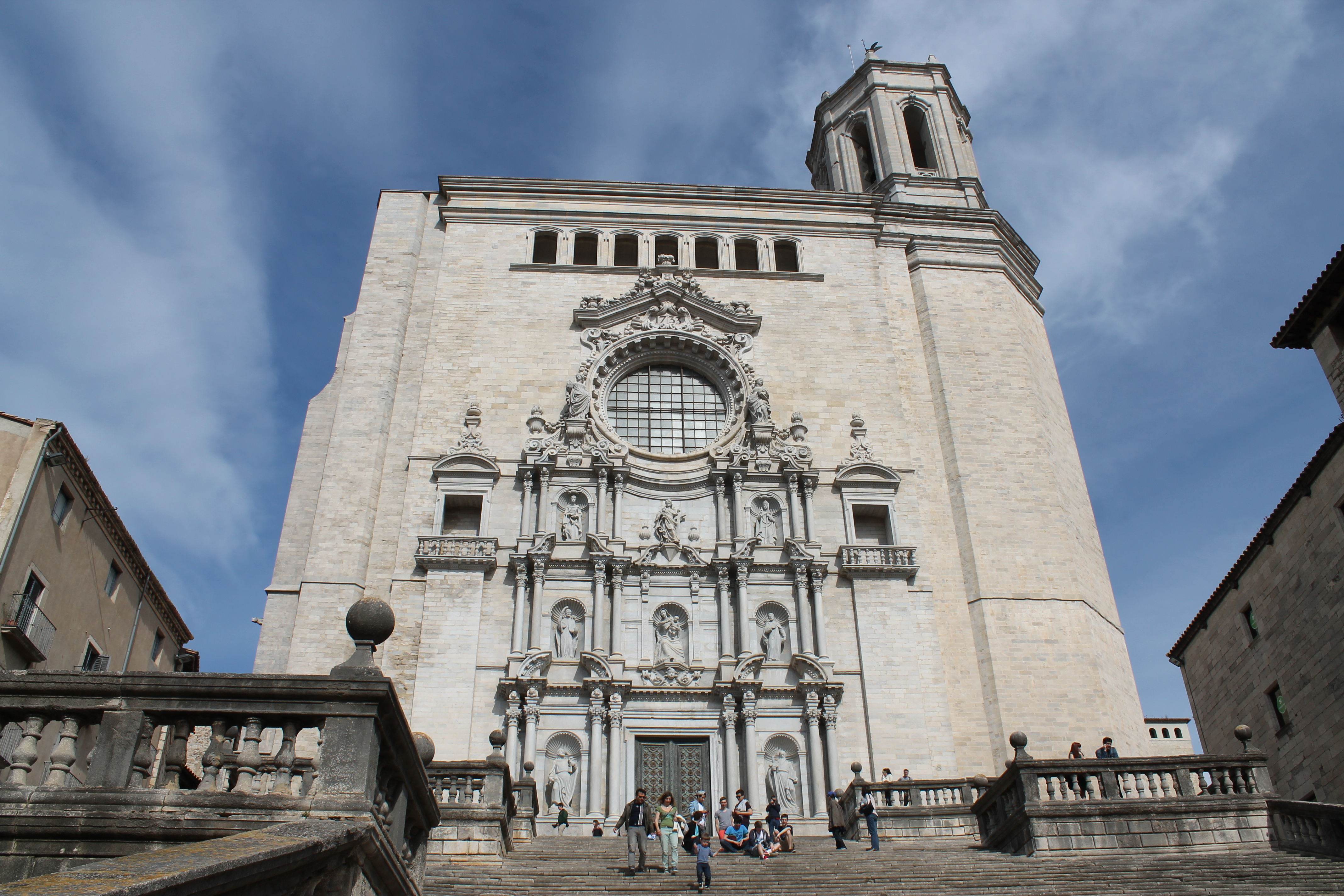
Façana de la Catedral de Girona.

Un dels treballs més rellevants que va dur a terme i que més renom li ha atorgat va ser la façana de la catedral de Santa Maria de Girona. La façana es construí en quatre etapes, en les quals es dividirà l'alçat total del frontispici. Així doncs, Pere Costa intervingué només en la darrera de les etapes constructives de la façana i agafa, per tant, un projecte a mitges.
L'any 1680 comença la primera fase de construcció, liderada per l'arquitecte Francesc Puig, seguint la traça de la façana dissenyada segurament per Miquel Llavina. Del 1680 al 1686 Puig s'encarregà dels fonaments i de pujar la carreuada de pedra de Montjuïc fins a l'altura de la primera cornisa. Tanmateix, el disseny no acabà de convèncer el capítol i se'n crea un altre que s'encarregà a Josep de la Concepció, un tracista carmelita. En aquesta nova traça s'optà per dues grans pilastres perimetrals coronades per un frontó imponent que cenyia l'esquema dels carrers i pisos ideat inicialment per Miquel Llavina.

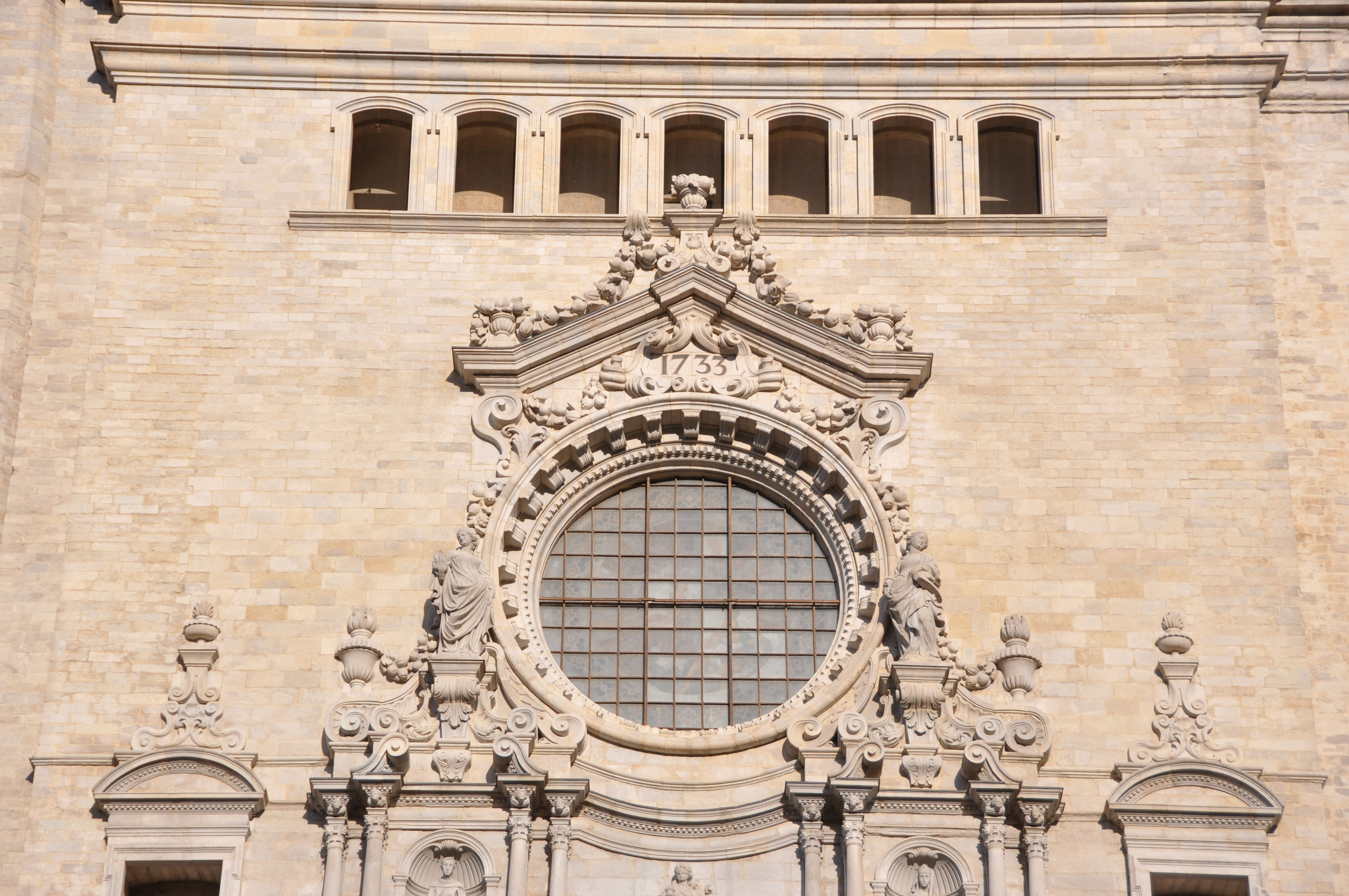
Últim tram de la façana de la Catedral de Girona amb la decoració escultòrica de Pere Costa.

El 1691 comença la construcció d'aquest segon tram de les obres que foren dutes a terme Bartomeu Soriano, un mestre d'obres aragonès. Part de les escultures, com en el primer cos, van ser fetes per Joan Alesma i Esperança. Paral·lelament, s'inicia la construcció de l'escalinata que fou impulsada i pagada pel bisbe Miquel Pontich, de la qual s'encarregà Pere Cases.
El 1700 té lloc una profunda remodelació del disseny de fra Josep de la Concepció que, seguint les pautes de Bartomeu Soriano els canonges accepten segar les pilastres i col·locar-hi unes balconades, per guanyar en decoració. Vuit anys més tard, quan la guerra de Successió s'intensificava es va començar a enderrocar la façana romànica, enllosar el tram de la nau restant i muntar les portes.
És el 1728 quan a Pere Costa i Cases se li encarregà l'últim tram de l'obra. Es deixà de banda el disseny de fra Josep de la Concepció i s'opta per un acabat molt més decoratiu. Quan la nau gòtica s'acaba, les obres s'interrompen. L'obra quedà pràcticament acabada el 1733 quan només quedaven per fer les finestres i la balustrada.
Pere Costa s'encarregà de la decoració escultòrica de la façana el 1730 amb les escultures dedicades a les tres virtuts teologals al voltant de la rosassa: La fe, L'esperança i La caritat. La resta de fornícules quedaren buides fins a la dècada dels anys seixanta del segle xx amb les escultures Josep Maria Bohigas, Jaume Busquets, Antoni Casamor i Domènec Fita.
Dins la mateixa catedral, hi trobem un dels retaules conservats de Pere Costa, el retaule de Sant Rafael. Inicialment, aquest retaule fet de fusta policromada i amb daurats es trobava en la capella de Sant Rafael situada al claustre exterior de la catedral, amb la qual cosa es va veure greument afectat pel pas del temps i les seves inclemències. Després d'una restauració duta a terme els últims anys del segle xx, es va decidir traslladar el retaule a l'interior, en un espai més adequat per a la seva conservació.

#### Baix Camp, la Segarra i l'Urgell
Com ja s'ha dit, pels mateixos anys que estava treballant a Girona, el 1733 va rebre l'encàrrec del retaule major de l'església parroquial d'Aleixar, on a partir de 1735 es traslladà i s'emportà el seu taller amb ell.
Quan encara era amb el seu taller a Barcelona, les peces del retaule eren transportades per mar des de la ciutat d'origen fins a Cambrils, i d'allà amb carro fins a Aleixar. Mentre feia el retaule es va ocupar d'altres obres d'escultura que anaren sorgint en la mateixa església i de poblacions veïnes. Un dels més importants fou el fet el 1735, el retaule de Santa Susanna a l'església de Sant Pere de Reus. El primer, fou acabat dins els terminis acordats, però el segon, a causa de diferents problemes tècnics i econòmics va fer-se amb diversos anys de retard.
La coneixença d'aquest retaule sorgeix d'una carta, escrita aquí sota, que el mateix Pere Costa envia al seu amic Lluís Bonifàs i Sastre, amb qui havia treballat ocasionalment, on li explica que no disposa d'efectiu que li permeti retornar-li els diners que aquest li havia deixat.

### Retaule major de Santa Coloma de Queralt
Un incendi fortuït cremà totalment el retaule major de l'església parroquial l'any 1731, quan encara no feia un segle que l'escultor Josep Tramulles l'havia construït.
El foc tingué efectes devastadors en l'església, pel que fa a la part del retaule major, quatre retaules secundaris, l'orgue, el cor i també una part de l'edifici quedà molt malmès.
Els habitants reaccionaren immediatament i intentares de totes les maneres possibles aconseguir els mitjans econòmics que eren necessaris per iniciar el condicionament de l'església. El 1733, quan estaven duent a terme la reparació de l'orgue, els obrers vengueren a l'argenter barceloní Eloi Mas, diferents objectes d'or i plata de la parròquia per a poder pagar part dels costos.
No va ser fins al 1743/44 que no es començaran els tràmits per a la construcció del nou retaule major. Quan s'iniciaren les gestions, Pere Costa havia treballat recentment en algun encàrrec per aquella vila, pel que es suposa que algun dels comissionats van anar-lo a visitar a Cervera —on tenia el seu taller— i li demanaren la col·laboració. Ell esbossà un projecte que fou del gust dels comissionats, i poc després rebé formalment l'encàrrec de fer la traça del retaule, una vegada fou aprovada per tots els components de la junta d'obra, se li pagaren 20 lliures del seu treball.
Tot i que l'any 1744 disposaven de 900 lliures recol·lectades entre els particulars i les institucions de la vila i confiaven a incrementar la xifra en unes altres 100, no va ser suficient. Els responsables de les obres demanaren disposar de les almoines que donessin a la parròquia des de l'any 1744 fins al 1748, i fins i tot es demanà la contribució del compte de Santa Coloma.
Malgrat tots els esforços l'obra no tirà endavant i sembla que els diners que s'havien reunit acabaren destinats a altres fins. Va ser necessari esperar fins a mitjan segle xix per construir el baldaquí que, inicialment amb la imatge de Nostra Senyora de l'Assumpció i després amb la de Santa Coloma, va presidr l'església parroquial fins que va ser destruït el 1936. Malgrat això, es creu que l'artista que construí el baldaquí podria haver-se inspirat en la proposta feta abans per Pere Costa.
Aquest retaule, tal com es pot llegir en l'article de la doctora M. Assumpta Roig i Torrentó titulat Pere Costa i Cases, autor del retaule major, en el qual fa una anàlisi tant de la vida de l'escultor com de l'obra ja esmentada, ens el descriu a partir dels treballs de J. Santamaria Rovira i J. Armengou. Pel que fa a l'estructura, està dividit horitzontalment pel sòcol, la predel·la, dos grans cossos i l'àtic; i verticalment per tres carrers,emfatitzant el central.
L'àtic està coronat per una fornícula central que conté la figura de Sant Josep, i a banda i banda s'hi poden veure les al·legories de les virtuts, a l'esquerra la figuració de la Fe —amb el seu atribut, un calze i una gran creu— i a la dreta la de l'Esperança —amb l'atribut d'una columna. Sobre les cornises laterals veiem a dos putti que s'hi repengen que assenyalen a Sant Josep.
Al centre hi veiem un alt relleu amb l'escena de la troballa de la Verge. Veiem al centre la figura de la Verge, asseguda al tron amb la mà dreta en actitud de beneir i el Nen, assegut a la seva falda, està subjectat pel braç esquerre. A la banda esquerra s'hi observa un personatge agenollat de gran mida i a la dreta, un bou i un pastor.
En el cos principal, ens presenten a banda i banda de la fornícula de la mare de Déu, una columnata de quatre columnes cadascuna i, enmig d'aquestes, separades de dues en dues, hi trobem les figures de Joaquim i Santa Anna, pares de Maria.
De totes aquestes figures i estructures, malauradament l'únic que queda de Pere Costa és l'estructura compositiva del retaule i les tres figures del cos superior. Tot el que resta, va ser canviat el segle xix.

### Retaule major de l'església de Sant Sever
Durant aquesta última estada de l'escultor a Barcelona, en sorgí el retaule major de l'església de Sant Sever. Es tracta d'un retaule important dins de l'obra de Pere Costa, atès que és l'únic retaule d'estructura arquitectònica d'aquest autor que es conserva amb tots els seus components intactes. El retaule està situat en una església de petites dimensions i això feu que el projecte inicial s'hagués de simplificar en algunes parts de l'obra. Tot i això, la majoria d'elements fonamentals presents a la majoria de retaules de Costa hi són presents.
Pel que fa a l'estructura del retaule, veiem dos edicles que ocupen els dos carrers laterals i que sobresurten del cos del retaule. Com a base del cos principal hi trobem un bancal o predel·la, que marca la línia horitzontal, i dos volums pràcticament de la mateixa alçada. Al bancal, s'hi obren dues portes que permeten l'accés al manifestador.

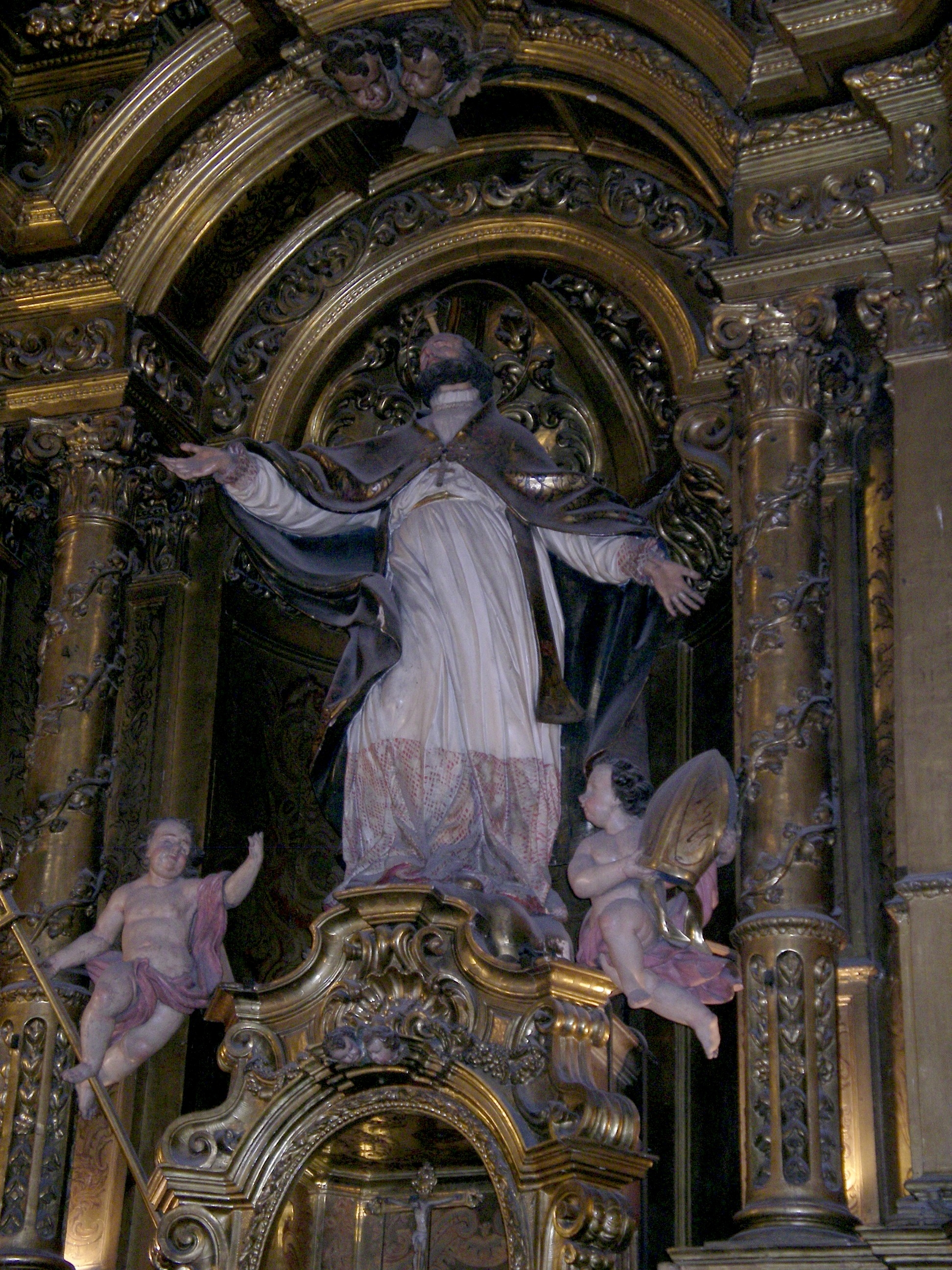
Escultura de Sant Sever

Al centre del retaule hi ha una fornícula amb la imatge de Sant Sever, bisbe de la ciutat de Barcelona que fou martiritzat per defensar la fe cristiana. De fet, els atributs del sant: el clau (l'instrument del seu martiri) i la mitra (peça de vestuari amb què els bisbes es cobreixen el cap) apareixen en diversos punts del retaule. La imatge del sant té els braços estesos i va vestit amb amit, alba, cíngol, capa pluvial, estola i creu pectoral, però sense mitra per deixar veure a l'observador el clau de grans dimensions que li travessa el cap. Completant la imatge del sant amb la seva indumentària reglamentària, té dos àngels situats als peus que porten a les seves mans la mitra i el bàcul. Flanquejant el retaule hi trobem, per una banda, la imatge de Sant Josep amb el Nen Jesús als braços i, a l'altra banda, una imatge de Santa Eulàlia amb la creu en aspa. L'anatomia d'aquests tres personatges tenen un tractament semblant, atès que tots tres avancen una capa amb el genoll doblegat, giren de manera més o menys pronunciada l'espatlla i s'inclinen lleugerament, i la roba té un moviment vaporós.
Finalment, el cos superior del retaule està presidit per una imatge de la Immaculada Concepció dins d'una gran fornícula. Aquesta imatge, més petita que la del sant titular, té una actitud de recolliment, amb els braços plegats sobre el pit. La imatge està coronada amb un nimbe d'estels i als peus amb una serp i una mitja lluna invertida, com la majoria d'Immaculades de l'època. A cada costat de la fornícula hi trobem la prolongació alçada dels edicles laterals rematats per un gerro que conté fruites, un recurs decoratiu que utilitzarà reiteradament.
La part superior del retaule està tancat per una cornisa semicircular amb una representació de l'Esperit Sant envoltat de raigs de llum i de núvols adornats amb caps d'angelets. El lloc i les dimensions ens suggereixen que està vinculada al titular del retaule, amb la funció de rememorar la intervenció divina en l'elecció de Sant Sever com a bisbe de Barcelona. A cada costat d'aquesta figura, hi ha dos àngels, el de l'esquerra sosté un calze del qual inicialment sobresortia una hòstia, i el de la dreta té un colom blanc posat sobre una mà, al·ludint a la presència física de l'Esperit Sant en el moment de l'elecció del bisbe.

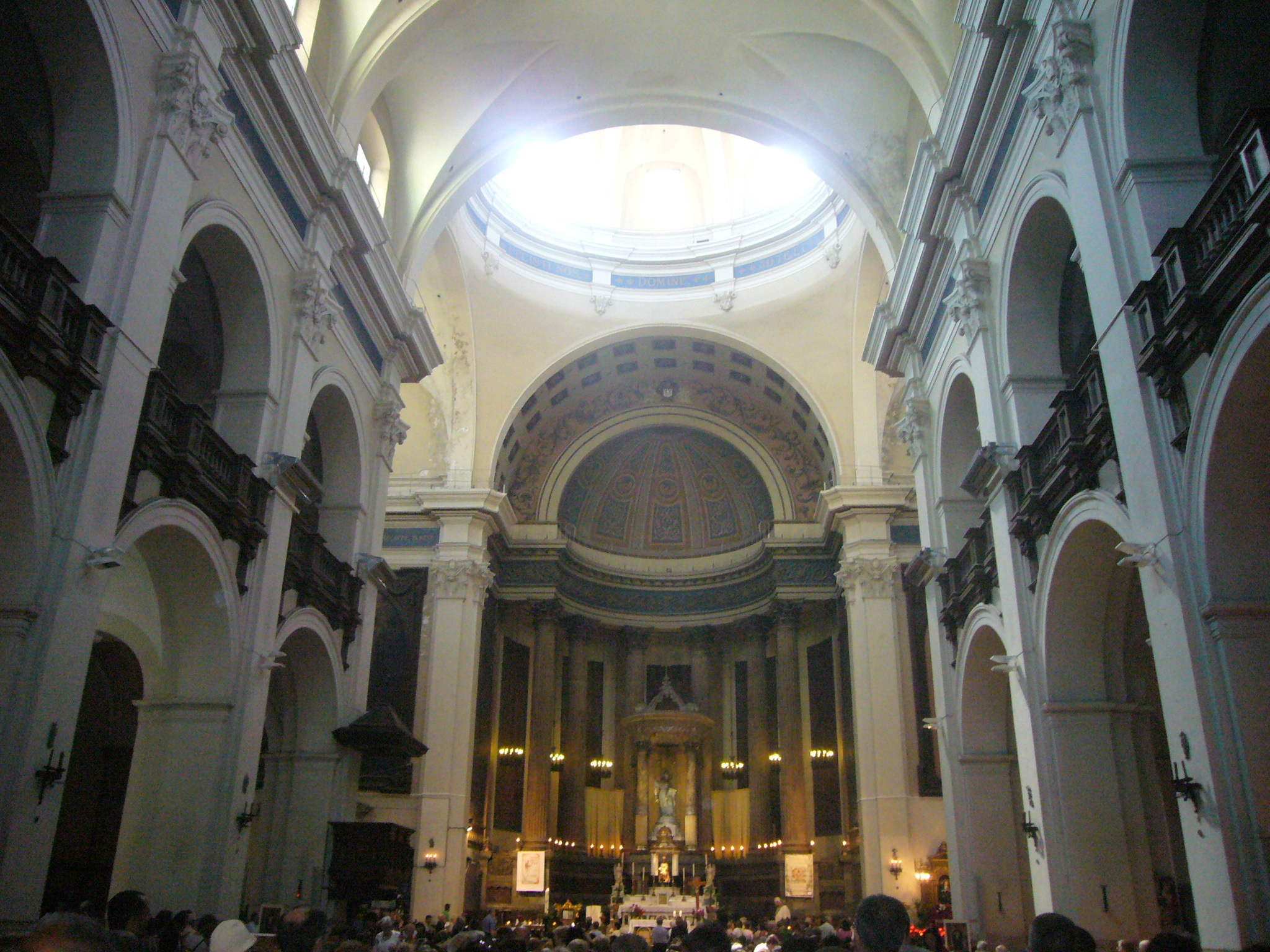
Església de Sant Agustí Nou, al barri del Raval de Barcelona
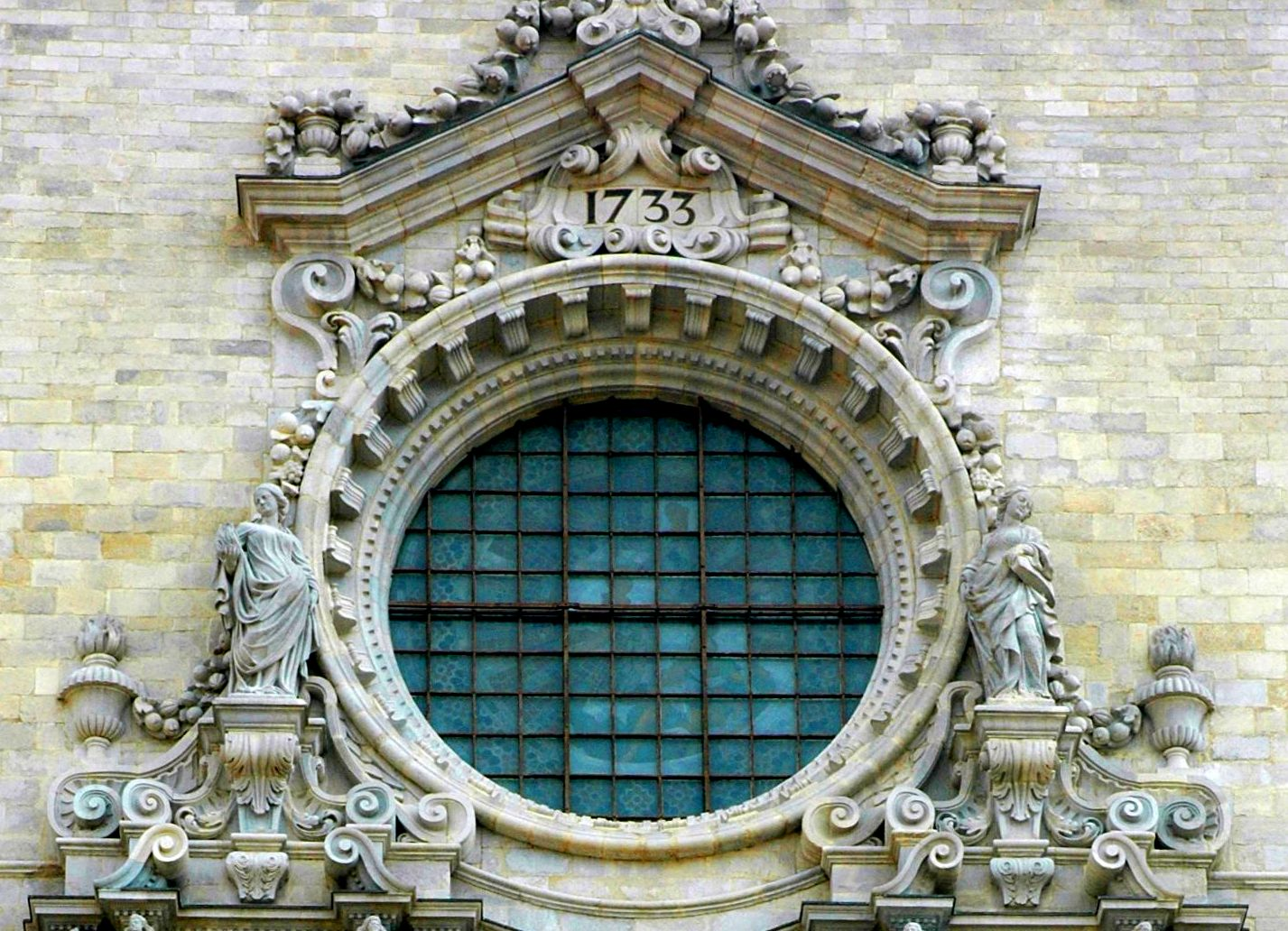
Rosassa de la façana principal de la Catedral de Girona
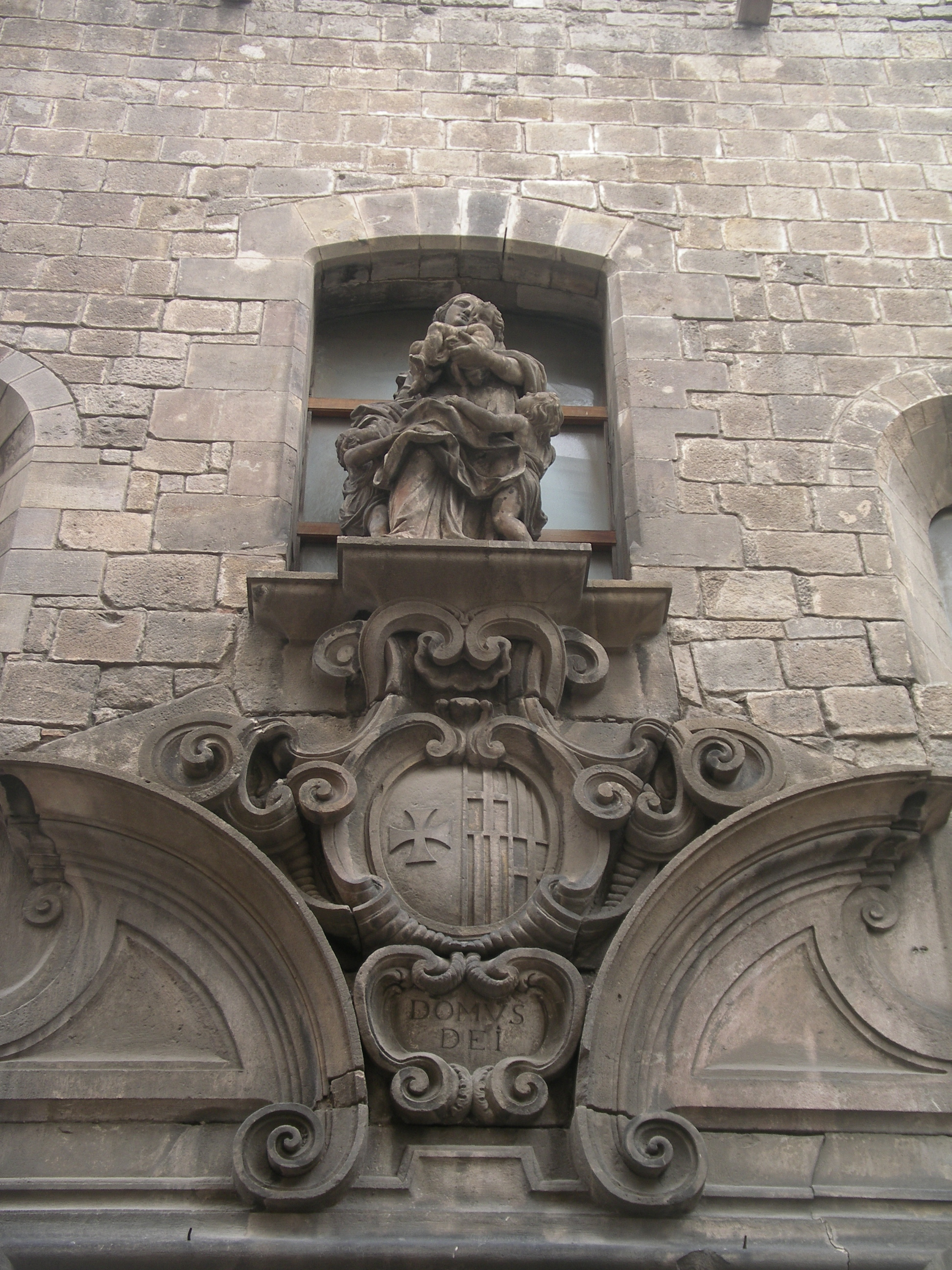
Grup de La Caritat, al portal de la capella de l'antic Hospital de la Santa Creu